# Flore portugaise
Flore portugaise (abreviado Fl. Portug.) es un libro con ilustraciones y descripciones botánicas que fue escrito conjuntamente por Heinrich Friedrich Link y Johann Centurius Hoffmannsegg. Fue publicado en Berlín en dos volúmenes en los años 1809 - 1840 con el nombre de Flore Portugaise ou description de toutes les plantes qui croissent naturellement en Portugal, y durante años ha sido  una obra de referencia de la flora de Portugal.

## Publicación
- Volumen nº 1(lief. 1-14): 1-458, tt. 1-70. 1 Sep 1809-1820;
- Volumen nº 2(lief. 15-22): 1-504, tt. 71-109. 1813-1840